# 보잉 737 넥스트 제너레이션
보잉 737 넥스트 제너레이션(영어: Boeing 737 Next Generation 약칭 Boeing 737 NG,)은 보잉 737 여객기의 -600/-700/-800/-900 시리즈이다. 737의 3세대에서 파생 된 기체이며, 1980년대부터 생산을 시작한 737 클래식(-300/-400/-500) 시리즈의 후속 기체이다. 737NG 시리즈는 두 개의 엔진으로 구동되는 단거리, 협폭동체 항공기, 협폭동체 제트 여객기이다. 1996년 보잉 커머셜 항공기가 제작한 737NG 시리즈는 네 가지 파생 모델을 포함하고 있으며 110명에서 210명 사이의 승객을 수용할 수 있다.
1993년에 공식적으로 출시된 보잉 737NG는 기존 737에 비해 면적이 더 크고 날개 폭이 넓으며 연료 탱크가 더 큰 재설계된 날개를 특징으로 하는 이전 737 클래식 모델의 업그레이드 버전이다. CFM56-7시리즈 엔진, 글래스 칵핏이 업그레이드되고 재설계된 내부 구성을 갖추고 있다. 전 세대에 대한 성능과 성능 업그레이드에는 더 큰 용량(최대 변형)이 포함된다.
2019년 1월 31일 총 7,089대의 737NG 항공기가 주문되었으며 그 중 6,996대가 인도되었다. 나머지 주문은 -700 BBJ, -800, -800 BBJ 및 -900ER 파생형에 있다. 가장 일반적인 파생형 모델은 -800으로, 2019년 현재 5,000대가 넘는 주문을 받았으며 전 세계적으로 가장 널리 사용되는 협폭동체 항공기이다. 737NG의 주요 경쟁기종은 에어버스 A320 패밀리이다. 보잉 737 MAX 시리즈는 737NG를 대체하는 차세대 기정이며, 2017년에 처음 보잉 737 MAX가 인도되었다.

## 디자인 및 개발

### 배경
일반 보잉 고객인 유나이티드 항공이 기술적으로 진보된 플라이 바이 와이어 에어버스 A320 패밀리를 구입했을 때 보잉은 보다 느리고 단거리인 보잉 737 클래식의 파생형을보다 보다 효율적이고 긴 신세대 변형으로 업그레이드했다. 1991년 보잉은 업그레이드된 항공기 개발을 시작했다. 잠재 고객과 협력한 후, 1993년 11월 17일에 737 NG 프로그램이 발표되었다. 737NG는 -600, -700, -800 및 -900 파생형을 포함한다. NG 프로그램은 현재까지 기체의 가장 중요한 업그레이드였다. 737NG의 성능은 본질적으로 새로운 비행기의 성능이지만 중요한 공통점은 이전 737세대에서 유지 된다.
날개는 면적을 25%, 경간을 4.88미터(16ft)씩 늘리기 위해 개조됐다. 더 얇은 단면이 만들어졌지만 총 연료 용량은 30% 증가했다. 새로운 조용하고 연료 효율이 높은 CFM56-7B 엔진이 사용되었다. 이러한 개선은 737의 항속거를 1666km(900nmi) 증가시켜 대륙횡단이 가능해졌다. 새로운 NG 항공기 중 10대를 사용하여 비행 테스트 프로그램이 수행되었다. (3-600s, 4-700s 및 3-800s.)

### 기내

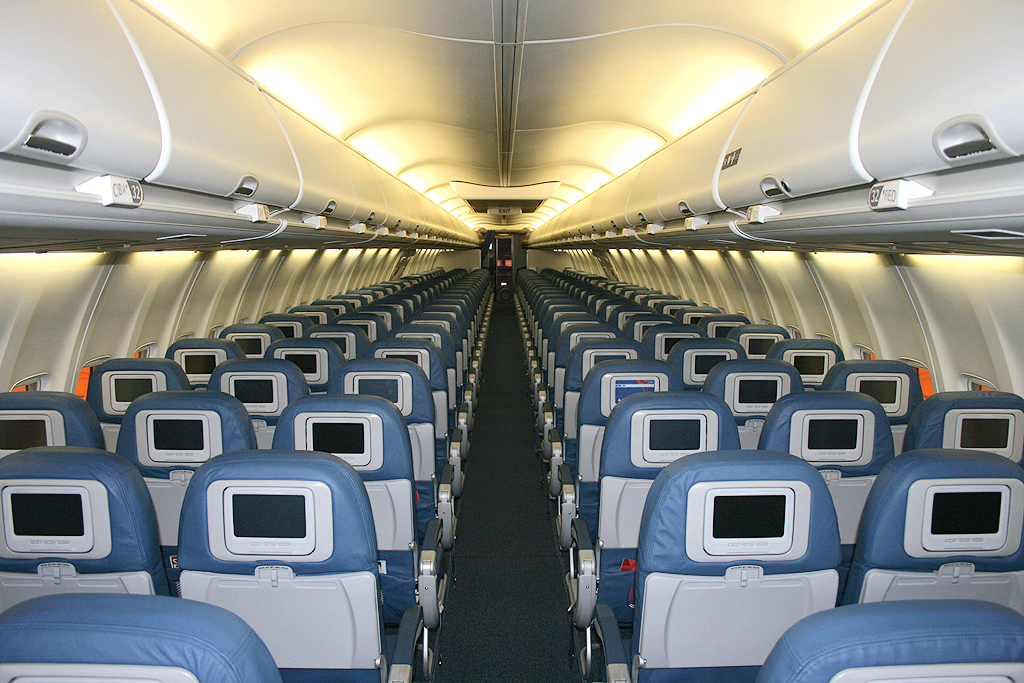
델타 항공 737-800 기내와 재래식 인테리어

보잉 757-200의 이전 실내에서 개선된 737 차세대 항공기의 객실과 보잉 737 클래식 파생형은 더 크고 둥근 오버헤드 빈, 곡선 천장 패널과 같은 보잉 777의 선택 기능을 통합함으로써 개선되었다. 737 NG의 객실 설계도 보잉 757-300의 표준 설계가 되었고 이후 보잉 757-200에서 옵션으로 추가되었다.
2010년에 새로운 737 NG 항공기의 인테리어는 보잉 787과 유사한 업데이트된 인테리어 디자인을 포함한다. 보잉 스카이 인테리어(BSI)로 알려진 이 회사는 새로운 피벗 오버헤드 빈(보잉 협폭동체 항공기 최초), 새로운 측벽, 새로운 승객 서비스 유닛, LED 무드 조명을 도입했다. 보잉의 새로운 "스페이스 빈"은 피벗 빈보다 50% 더 많은 짐을 보관할 수 있어 보잉 737-800은 174개의 수하물을 보유할 수 있다. 또한 보잉은 구형 737NG 항공기에 대한 BSI 개조를 제공했다.

### 생산 및 시험
1996년 12월 8일 -700 기종이었다. 이 항공기는 1997년 2월 9일 조종사 Mike Hewett와 Ken Higgins와 함께 처음 비행했다. 프로토 타입 800은 1997년 6월 30일에 출시되었으며 1997년 7월 31일에 처음 출시되었으며 Jim McRoberts가 조종했으며 Hewett가 다시 비행했다. 새로운 변형 중 가장 작은 –600 시리즈는 1997년 12월에 발사된 -5500과 크기가 동일하며 1998년 1월 22일에 초기 비행이 발생한다. 이것은 1998년 8월 18일에 FAA 인증을 받았다.
보잉은 2012년 1월 생산율을 31.5에서 35로 737 생산을 증가시켜 2013년 월 38개로 2014년 월 42개로 늘렸으며 2017년에는 월 47개, 2018년에는 월 52개로 늘어날 예정이다.
월별 생산률은 2019년에 57에 달할 수 있으며, 나중에 63의 공장 한도까지 도달할 수 있다. 보잉 렌튼 공장에서 10일 만에 단일 비행기가 생산되며 불과 몇년 전의 절반도 안된다. 캔자스 주 위치 타에 있는 Spirit AeroSystems의 빈 동체는 1일째에 공장에 들어간다. 전기 배선은 2일째에, 유압 기계는 3일째에 설치돼 있다. 4일째에는 동체가 크레인으로 들어 올려 90도 회전하고 날개는 착륙 장치와 함께 6시간 동안 비행기에 짝짓기하고 비행기는 다시 90도 회전한다. 최종 조립 공정은 6일째에 항공 좌석, 갤리선, 화장실, 오버헤드 빈 등을 설치하는 것으로 시작된다. 엔진은 8일째에 부착되어 있다. 10일째에 시험 비행을 위해 공장에서 굴러 나온다.

### 추가 개발

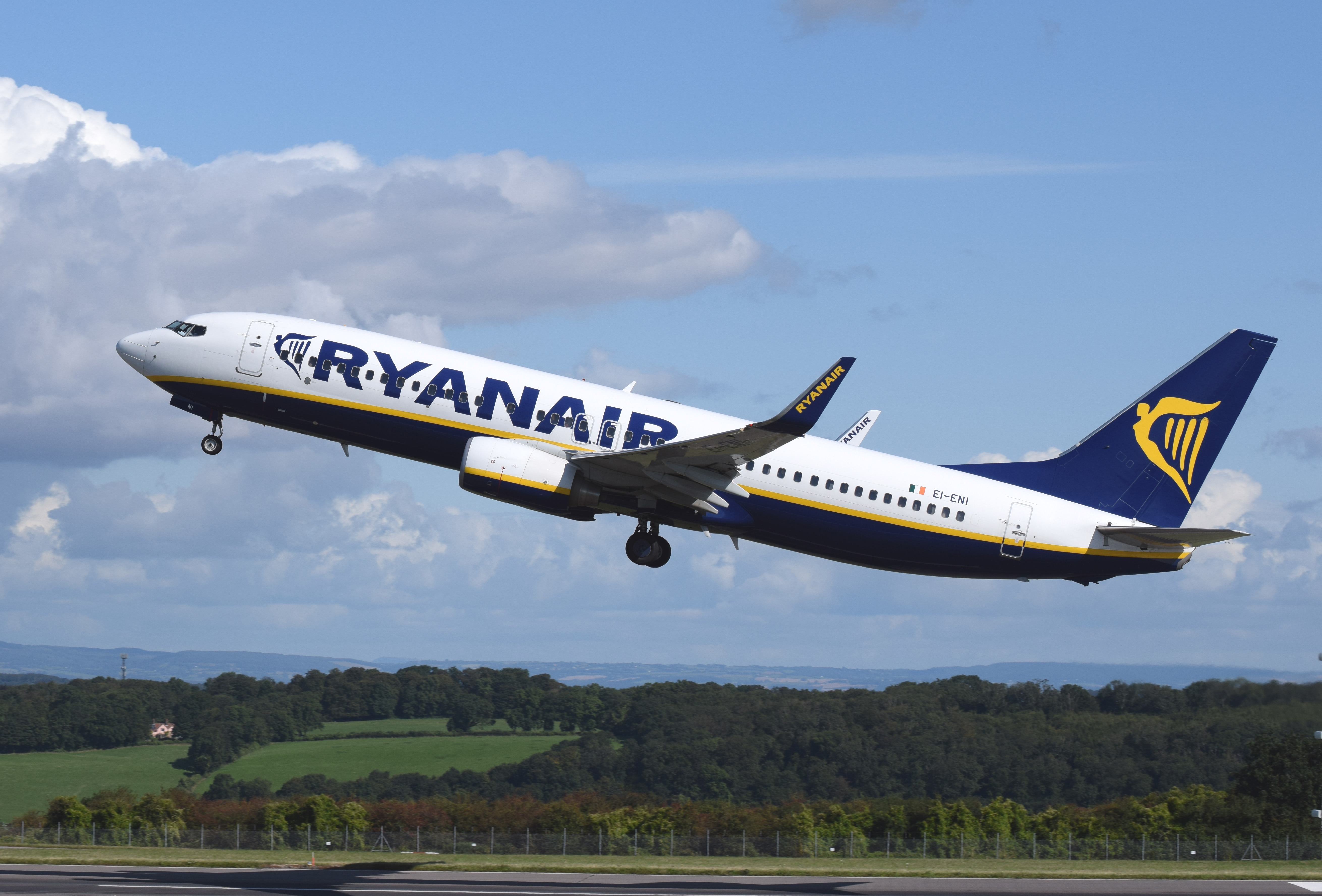
라이언에어 737-800 장면

2004년 보잉은 제한된 공항에서 자주 운항하는 골 항공의 요구에 대응하여 짧은 필드 성능 패키지를 제공했다. 이륙 및 착륙 성능을 개선한다. 옵션 패키지는 737NG 모델 및 737-900ER 표준 장비에 사용할 수 있다.
2008년 7월 보잉은 강철 브레이크를 대체하기 위한 차세대 737기에 메시에-부가티-도티의 새로운 탄소 브레이크를 제공했는데, 이 브레이크는 표준 또는 대용량 강철 브레이크의 장착 여부에 따라 브레이크 패키지의 무게를 550–700파운드(250–320kg) 줄일 것이다.737–800의 737-800의 무게 감소 결과 0.5%의 0.5%의 결과에서 700파운드(320kg) 연료 연소가 감소했다. 델타 항공은 2008년 7월 말에 이 브레이크 패키지인 737-700으로 최초의 Next-Gen 737 모델을 받았다.
2005년 3명의 전직 보잉 직원이 미국 정부를 대신하여 소송을 제기하면서 수십 개의 737NG가 항공기 제조업체인 Ducommun이 제공한 결함있는 구조적 요소를 포함하고 있다고 주장하면서 보잉이 부인했다. 이 사건을 주재하는 연방 판사는 보잉의 편을 들었고, 이후 항소 법원도 회사에 유리하게 판결했다.
알 자지라의 2010년 다큐멘터리는 터키항공 1951편 추락 사고, 아메리칸항공 331편, 에어레스 8250편 등 737대의 NG와 관련된 3대의 비행기 추락 사고에서 2005년 소송의 결함 있는 구조 부품 때문에 동체가 지상과의 충돌로 해체되었다고 주장했다. 그러나 세 가지 사건 모두에서 사고 조사는 충격 후 구조 고장과 제조 문제 사이의 연관성을 강조하지 않았다.
초기 737NG 항공기가 시장에서 이용 가능해짐에 따라, 그들은 강력한 기체에서 낮은 운영 비용과 인증된 조종사의 가용성으로 인해 운영 경제성이 매력적이기 때문에 보잉 컨버터드 화물기 설계를 통해 화물기로 전환될 수 있도록 적극적으로 판매되고 있다.

### 보충 및 재조합

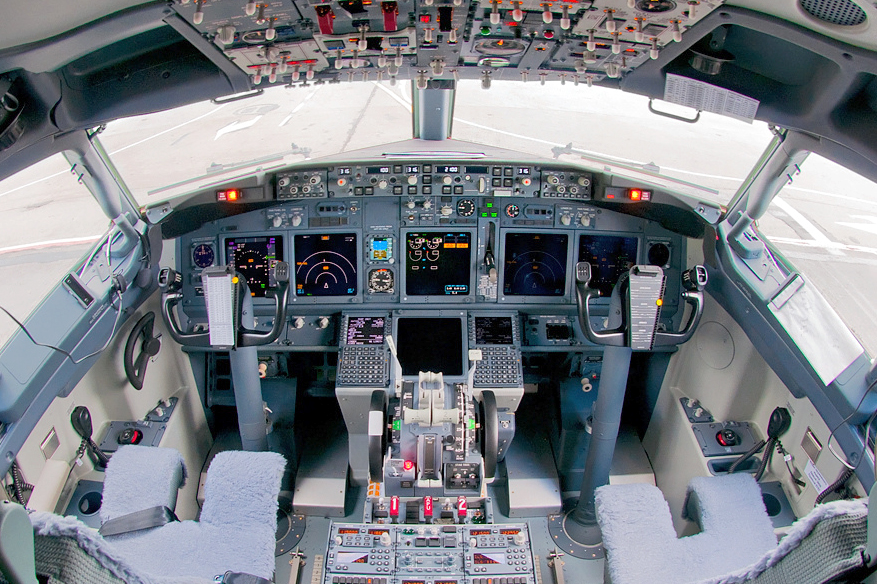
S7 항공의 보잉 737-800 조종석

2006년부터 보잉은 보잉 787 드림라이너를 따를 수 있는 737을 "깨끗한 시트" 디자인(내부적으로 "보잉 Y1"이라고 명명됨)으로 교체하는 방안을 논의해 왔다. 이 교체에 대한 결정은 연기되었고, 2011년으로 연기되었다.
2011년 7월 20일 보잉은 CFM International LEAP-X 엔진으로 구동되는 새로운 737 버전에 대한 계획을 발표했으며 아메리칸 항공은 이 항공기 중 100대를 주문할 계획이다. 내부적으로, Leap-X의 최소 변경 버전은 제안된 737의 최종 구성이며, 연료 연소에 10–12%의 개선을 줄 것으로 예상된다. 2016년 또는 2017년에 서비스 진입이 계획되었으며, 새로운 모델은 각각 737-700/-800/-900ER를 기반으로 하여 737-7/-8/-9로 지정될 것이다.
2011년 8월 30일 보잉은 737 MAX라고 불리는 737개의 새로운 엔진 변형의 출시를 확인했다. 새로운 CFM International LEAP-1B 엔진은 현재 에어버스 A320보다 16% 낮은 연료 연소를 제공할 것으로 예상된다. 보잉은 2017년 5월 16일 말린도 항공에 처음 737 MAX 8을 전달했다. 보잉 737 MAX는 에어버스 A320neo 패밀리와 경쟁한다.

## 파생형

### 보잉737-600
737-600은 1995년 3월 스칸디나비아 항공이 처음으로 주문했으며, 1998년 9월에 첫 번째 항공기가 인도되었다. 총 69대가 생산되었으며, 마지막 항공기는 2006년 웨스트제트에 인도되었다. 보잉은 2012년 8월까지 737-600을 가격표에 표시했다. 737-600은 737-500을 대체하며 에어버스 A318과 크기가 비슷하다. 윙렛은 추가가 불가능했다.

### 보잉 737-700

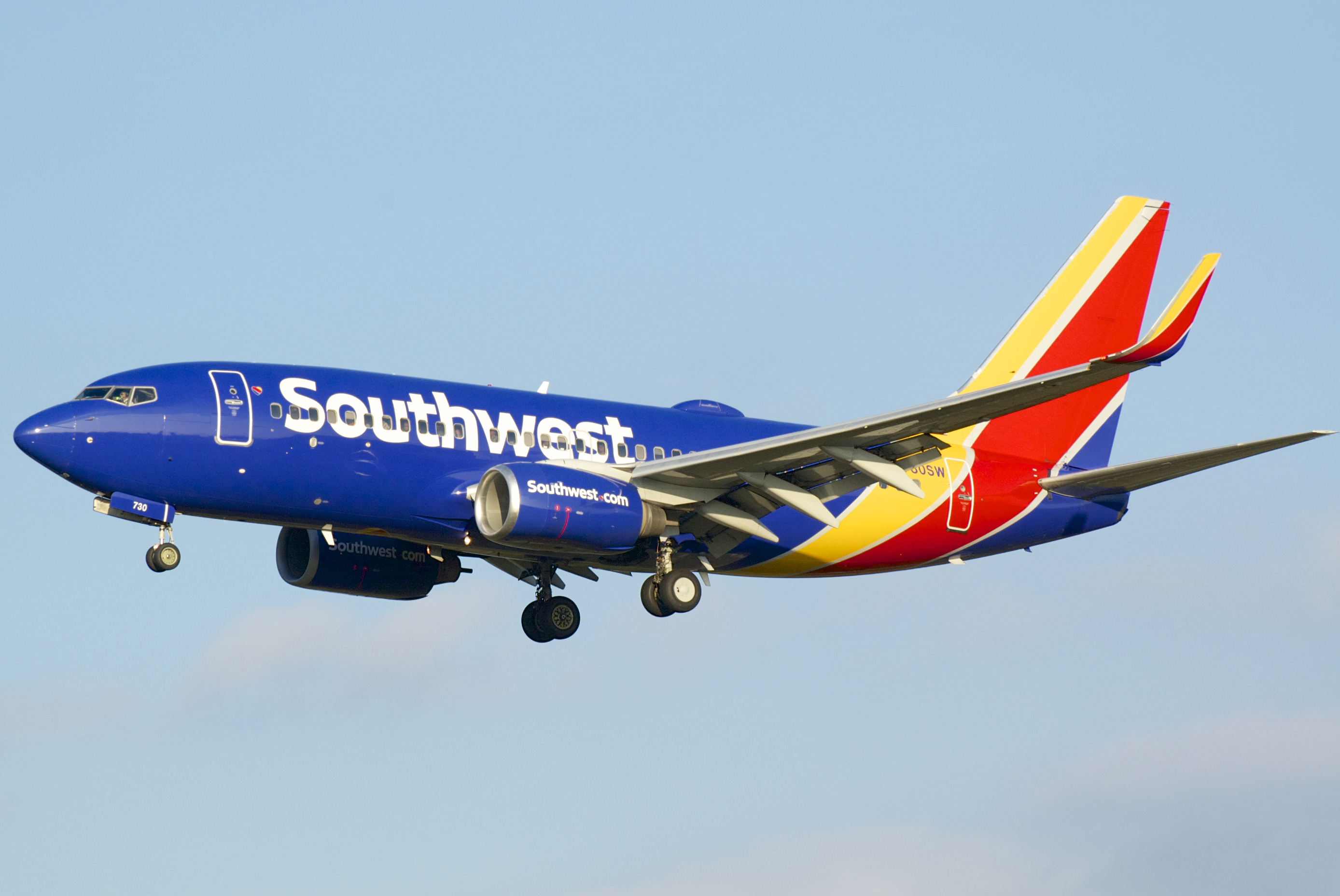
사우스웨스트 항공의 보잉 737-700

1993년 11월 사우스웨스트 항공은 63대의 737-700을 처음으로 주문했으며 1997년 12월에 첫 기체를 인도했다. 에어버스 A319와 비슷한 크기이며, 737-300을 대체했다.
2018년 7월, 1,128대의 -700, 120대의 -700 BBJ, 20대의 -700C 및 14대의 -700W등 모든 -700시리즈가 주문되었다. 2018년 6월까지 약 1천 대가 운항 중이었다. 그 중 절반은 사우스웨스트 항공, 56명은 웨스트제트, 39명은 유나이티드 항공이 그 뒤를 이었다. 공장에서 바로 생산된 -700은 2008년부터 2018년까지 약 3천 5백만 달러, 2003에 생산된 중고기는 2016년에 1,550만 달러, 2018년에 1,200만 달러로 귀속되어 2023년까지 6백만 달러에 판매될 전망이다.
737-700C는 좌석을 제거하여 대신화물을 운반할 수 있는 컨버터블 버전이다. 항공기 왼쪽에 큰 문이 있다. 미국 해군은 C-40 클리퍼라는 군대 지정하에 737-700C의 발사 고객이었다.

#### 보잉 737-700ER
보잉은 2006년 1월 31일 전일본공수를 첫 고객으로 하여 737-700ER(Extended Range)를 공개했다. 보잉 비즈니스 제트(BBJ)로 생산되던 이 기체는 737-700의 동체와 737-800의 날개와 착륙 장치를 특징으로 한다. 9개의 보조 연료 탱크를 장착할 때, 연료는 10,707갤런(40,530L)을 탑재할 수 있으며, 171,000lb(77,565kg)의 MTOW, 5,775nmi(10,695km)의 항속거리를 가지고 있다. 첫 번째 기체는 2007년 2월 16일에 24개의 비즈니스 클래스와 24개의 프리미엄 이코노미석을 탑재하고 있었으며, 전일본공수에 인도되었다. 737-700은 일반적으로 2개의 클래스로 126명의 승객을 수용할 수 있다. 에어버스 A319LR과 비슷하다.

### 보잉 737-800

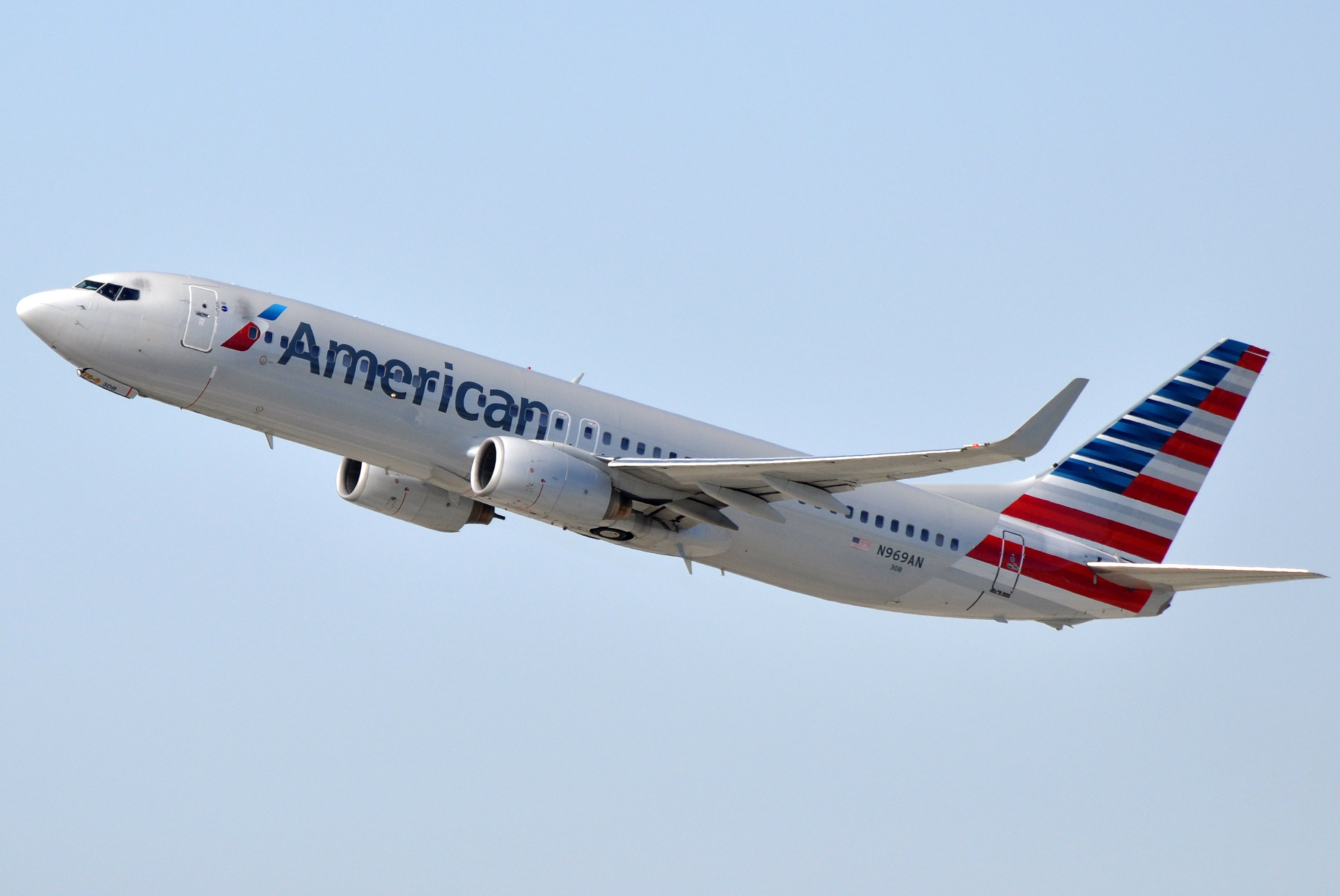
아메리칸 항공의 보잉 737-800

보잉 737-800은 737-700의 확장 버전이다. 비슷한 크기의 737-400을 대체하고, 에어버스 A320과 경쟁한다. 2-클래스 배열시 162석, 단일 클래스 좌석시 189명의 승객이 탑승 가능하다. 1994년 하파그-로이드 플러그(현재의 TUI플라이)에 의해 발주되어 1998년에 운항을 시작했다.
보잉이 맥도널 더글러스와 합병한 후, 737-800은 맥도넬 더글라스 MD-80, MD-90 항공기를 생산 중단하기로 한 보잉의 결정에 의해 생긴 빈자리를 채웠다.미국의 많은 항공사들의 경우, 737-800은 노후화된 보잉 727-200 트라이젯을 대체했다.
737-800은 시간당 850갤런(3,200L)의 연료를 소모하는데, 이는 MD-80이 사용하는 연료의 약 80%를 사용하면서 동시에 더 많은 승객을 태우는 것이 가능하다는 의미이다. 업계 간행물인 항공사 모니터에 따르면, 737-800이 시간당 4.88 US 갤런(18.5 L)의 연료를 태운다. 2011년에 유나이티드 항공은, 휴스턴에서 시카고로 가는 보잉 737-800기로 미국 최초로 제트 연료와 바이오 연료가 혼합된 연료로 상업비행 하였다.
2017년 초 기준, 새로 생산된 737-800은 4,830만 달러였다가, 2018년 중반에는 4,700만 달러 이하로 떨어졌다. 2025년에는 17년된 737-800가 950만 달러 정도의 가격으로 월 14만 달러에 임대될 전망이다.
보잉은 2019년 1월 현재 4,965대의 737-800, 110대의 737-800A, 21대의 BBJ2를 납품했으며 75대의 주문량을 보유하고 있다. 737-800은 737NG의 가장 인기 있는 모델이며, 전 세계 모든 항공기중 가장 흔한 항공기다.
아일랜드의 저가 항공사인 라이언에어는 보잉 737-800의 최대 운용사 중 하나로, 400대 이상의 737-800 항공기가 유럽, 중동, 북아프리카 전역을 운항하고 있다.

#### 보잉 737-800BCF
2016년 2월, 보잉은 737-800BCF(Boeing Converted Freighter)로 항공기를 개조 프로그램을 통해 여객형 기체를 화물기로 전환하는 프로그램을 시작했다. 보잉은 55대의 주문으로 프로그램을 시작했으며, 2017년 말에 첫 기체가 개조 되었다. 최초의 개조 항공기는 2018년 4월에 웨스트 애틀랜틱 항공에 인도되었다.
737-800 개조 프로그램에는 대형 화물용 출입문 설치, 화물 취급 시스템 설치, 비행 승무원이나 승객을 위한 추가 공간 등이 포함된다. 79톤의 MTOW에서 1,995 nmi(3,695 km)까지 비행이 가능하다.

### 보잉 737-900
(현재 유나이티드 항공으로 합병됨)

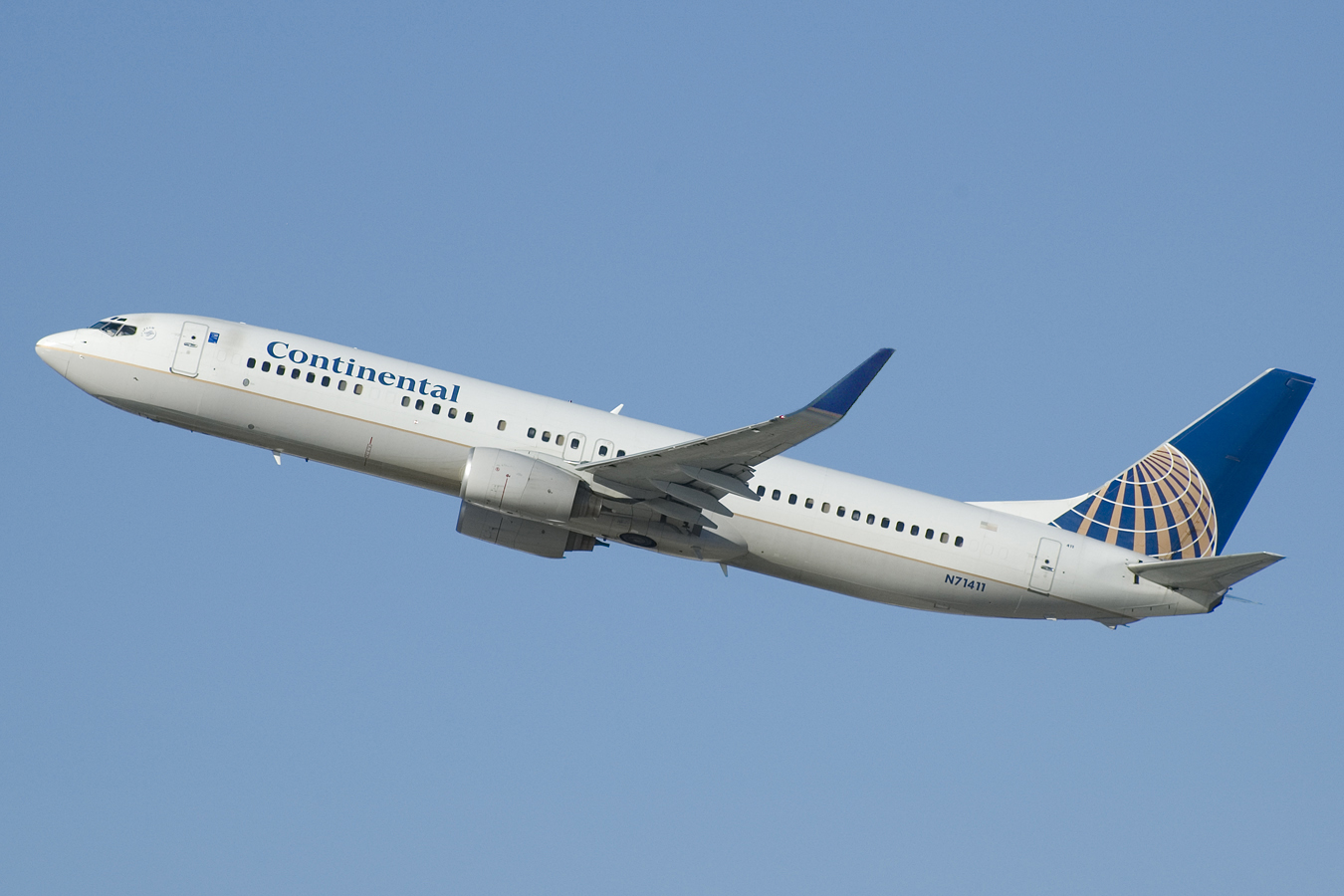
콘티넨털 항공의 보잉 737-900

보잉은 이후 현재까지 가장 긴 모델인 737-900을 선보였다. -900은 -800의 출구 구성을 그대로 유지하므로, 고밀도 단일 클래스 배치에서는 좌석 용량이 189석로 제한된다. 단, 2-클래스 배치는 약 177석이다. 알래스카 항공은 1997년에 처음으로 737-900을 주문했고 2001년 5월 15일에 수령했다. 길이를 제외한 기체의 모든 설계가 -800과 동일하며, 때문에 상당히 낮은 항속거리를 가지고 있다.

#### 보잉 737-900ER

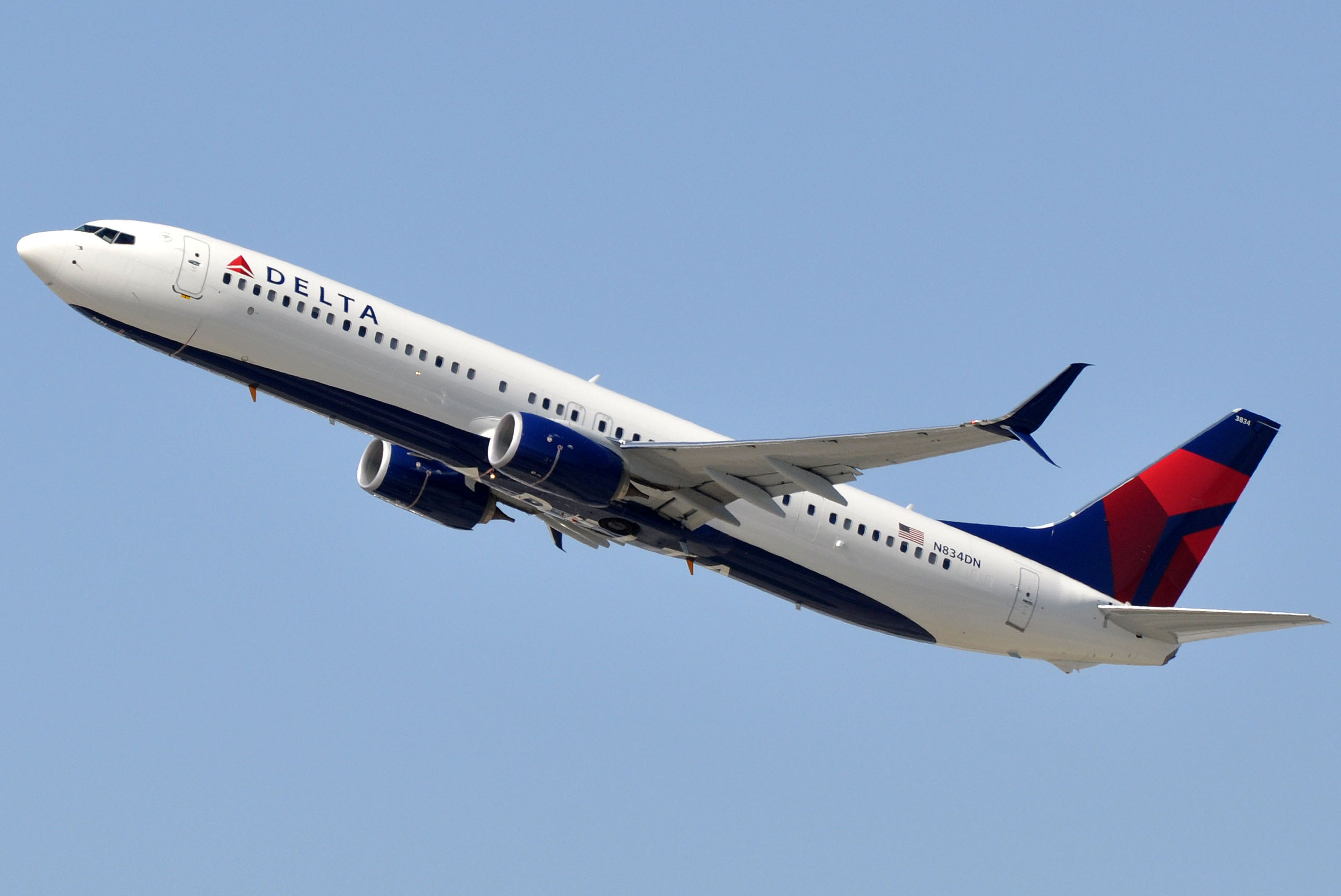
델타 항공의 보잉 737-900ER

개발당시 737-900X로 불렸던 737-900ER(Extended Range)은 보잉 737 NG 라인의 최신 모델로, 단종된 보잉 757-200의 포지션과 승객 용량을 충족하고 에어버스 A321과 직접 경쟁하기 위해 개발되었다. 비상구가 추가 되었고 2-클래스 구성으로 180명의 승객이 탑승 가능하다.
단일 클래스 배치로 최대 220명의 승객을 수용할 수 있다. 일부 항공사들은 추가 비상구를 삭제했다. 추가 연료탱크 및 윙렛이 기본으로 달려 나오기 때문에 -900모델에 비해 항속거리가 대폭 개선되었다.
최초의 737-900ER는 2006년 8월 8일 인도네시아의 저가 항공사인 라이언 에어에 인도되었으며, 워싱턴의 렌튼 공장에서 제작되었다. 라이언 에어는 2017년 9월 현재 103대의 737-900ER를 보유하고 있다.
2019년 1월 현재 52대의 -900, 490대의 -900ER, 7대의 BBJ3가 제작 되었으며, 15대가 제작중에 있다.

### 군용 모델

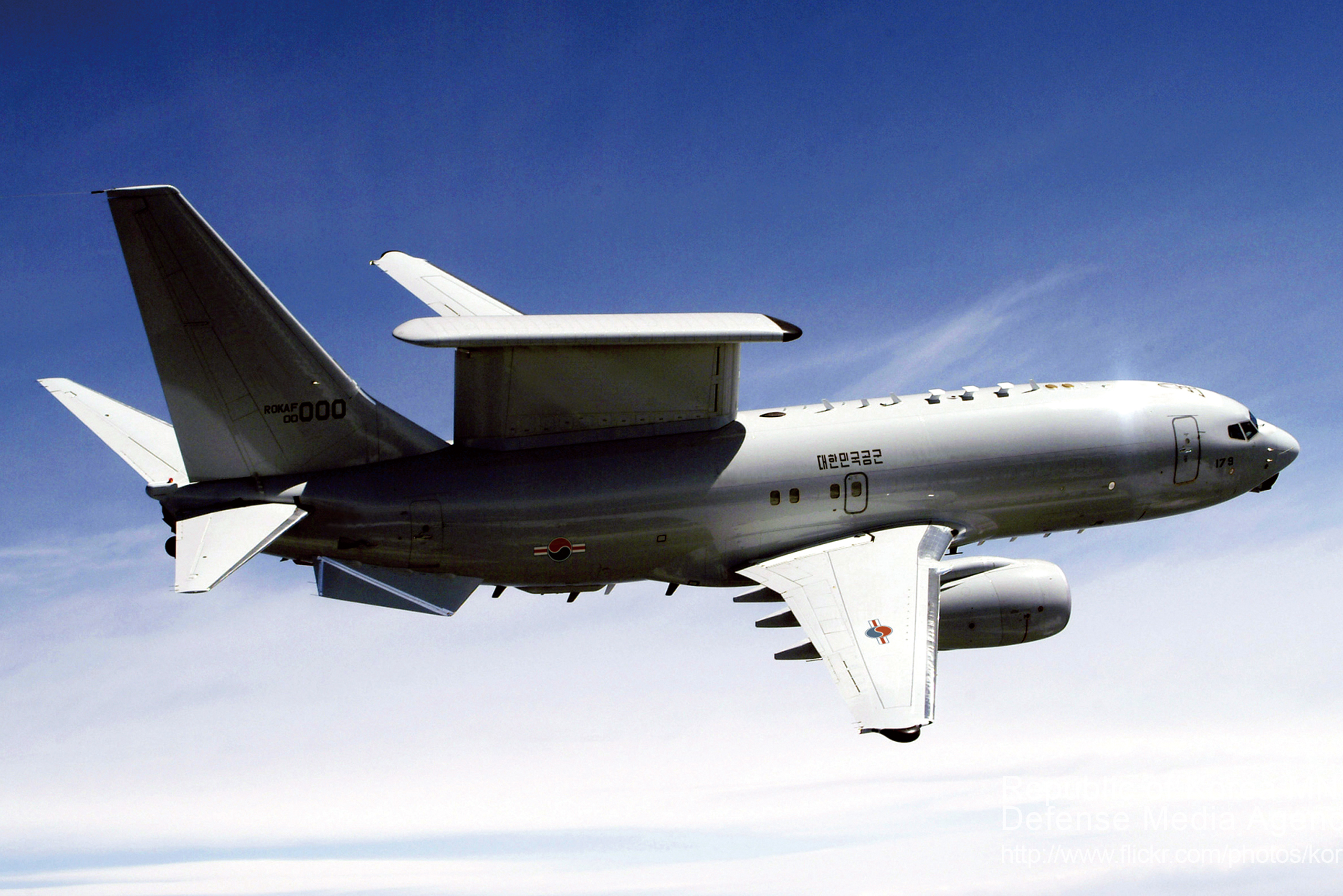
보잉 737 AEW&C를 이용한 공중조기경보통제기 및 제어

- 보잉 737 AEW&C: 보잉 737 AEW&C는 737-700이다.IGW는 대략 737-700ER와 비슷하다. 737NG의 공중조기경보통제기(AEW&C) 버전이다.
- C-40 클리퍼 : C-40A 클리퍼는 C-9B Skytrain II의 대체품으로 미국 해군에서 사용하는 737-700C이다.C-40B 및 C-40C는 미 공군이 장군 및 기타 고위 지도자의 수송에 사용한다.
- P-8 포세이돈 : P-8은 록히드 P-3 오라이온 해상 순찰 항공기를 대체하기 위해 2004년 6월 14일에 선정된 737-800ERX이다.[46] P-8은 737NG 변형에서 사용할 수 있는 블렌드 윙렛 대신 보잉 767-400ER 스타일의 갈퀴 날개 끝을 가지고 있다는 점에서 독특하다. P-8은 보잉사에서 737-800A로 지정했다.[47]

### 보잉 비즈니스 젯

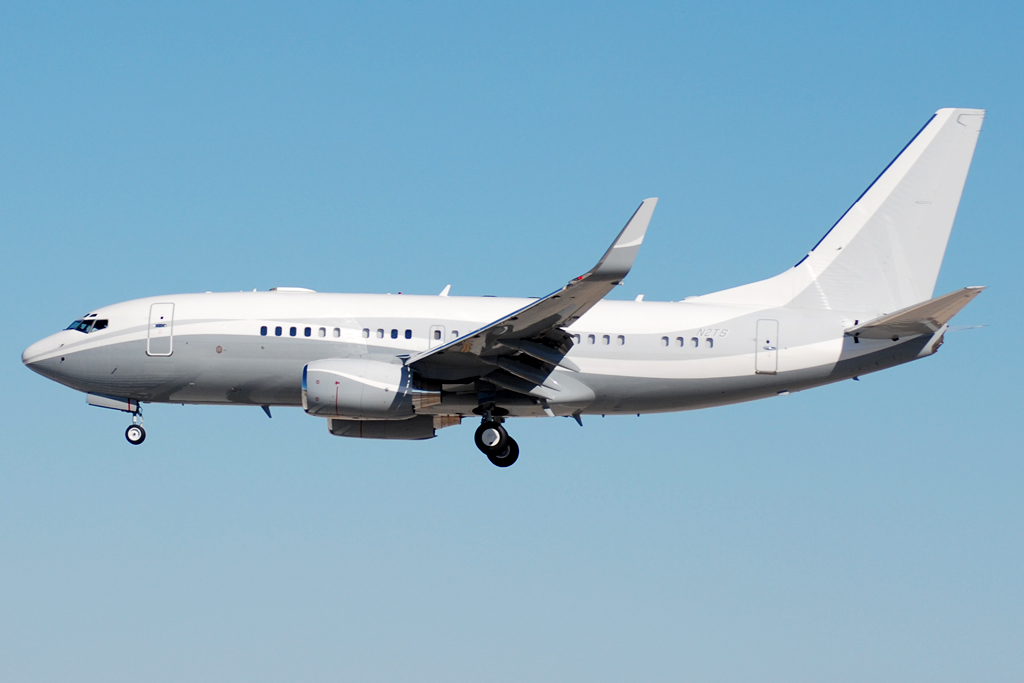
BBJ1은 B 737-700보다 길다.

1980년대 후반 보잉은 737-300의 비즈니스 제트기 버전인 보잉 77-33 제트기를 판매했다. 그 이름은 오래가지 못했다. 차세대 시리즈가 도입된 후 보잉은 보잉 비즈니스 제트(BBJ) 시리즈를 도입했다. BBJ1은 737-700과 치수가 비슷했지만 737-800에서 더 강한 날개와 착륙 장치를 포함한 추가 기능을 가지고 있었으며, 다른 737 모델에 비해 (추가 연료 탱크 사용을 통해) 범위가 증가하였다.첫 번째 BBJ는 1998년 8월 11일에 출시되어 9월 4일에 처음으로 비행했다.
1999년 10월 11일 보잉은 BBJ2를 출시했다. 보잉 737-800을 기준으로 BBJ1보다 5.84m(19ft 2인치) 길며, 객실 공간은 25% 더 많고 수하물 공간은 두 배로 넓지만 범위는 약간 줄었다. 보조 연료 탱크와 날개도 장착돼 있다.첫 번째 BBJ2는 2001년 2월 28일에 배달되었다.
BBJ3 항공기는 737-900ER 항공기를 기반으로 한다. 2014년 1월, 세 대의 737-900ER 항공기가 사우디아라비아 고객을 대상으로 BBJ3 비즈니스 제트기로 구성되었다. BBJ3은 737-800 / BBJ2보다 약 16 피트 길며 약간 짧은 범위이다.

## 운용중인 기체
2018년 7월 현재 보잉 737NG 6,343대가 상용 서비스 중이다. 39대의 -600s, 1,027대의 -700s, 4,764대의 -800s 및 513대의 -900s로 구성되었다.

## 주문 및 배송
| 모델          | 주문  | 배달  | 배달 | 배달 | 배달 | 배달 | 배달 | 배달 | 배달 | 배달 | 배달 | 배달 | 배달 | 배달 | 배달 | 배달 | 배달 | 배달 | 배달 | 배달 | 배달 | 배달 | 배달 | 배달 | 배달 |
| 상업용 제트기 | 합계  | 합계  | 2019 | 2018 | 2017 | 2016 | 2015 | 2014 | 2013 | 2012 | 2011 | 2010 | 2009 | 2008 | 2007 | 2006 | 2005 | 2004 | 2003 | 2002 | 2001 | 2000 | 1999 | 1998 | 1997 |
| ------------- | ----- | ----- | ---- | ---- | ---- | ---- | ---- | ---- | ---- | ---- | ---- | ---- | ---- | ---- | ---- | ---- | ---- | ---- | ---- | ---- | ---- | ---- | ---- | ---- | ---- |
| 737-600       | 69    | 69    | —    | —    | —    | —    | —    | —    | —    | —    | —    | —    | —    | —    | —    | 10   | 3    | 3    | 6    | 5    | 4    | 6    | 24   | 8    | —    |
| 737-700       | 1,128 | 1,128 | —    | 2    | 4    | 6    | 7    | 11   | 12   | 7    | 43   | 23   | 51   | 61   | 101  | 103  | 93   | 109  | 80   | 71   | 85   | 75   | 96   | 85   | 3    |
| 737-700C      | 22    | 20    | —    | —    | —    | 3    | —    | 2    | —    | —    | 1    | 2    | —    | 1    | —    | 1    | —    | 2    | —    | 2    | 3    | 3    | —    | —    | —    |
| 737-700W      | 14    | 14    | —    | —    | —    | —    | —    | —    | —    | —    | —    | 2    | 2    | —    | —    | 5    | 2    | 1    | 1    | 1    | —    | —    | —    | —    | —    |
| 737-800       | 4,991 | 4,977 | 18   | 269  | 397  | 411  | 396  | 386  | 347  | 351  | 292  | 323  | 283  | 190  | 214  | 172  | 104  | 78   | 69   | 126  | 168  | 185  | 133  | 65   | —    |
| 737-800A      | 157   | 115   | 6    | 18   | 17   | 18   | 15   | 13   | 8    | 9    | 5    | 1    | 3    | 2    | —    | —    | —    | —    | —    | —    | —    | —    | —    | —    | —    |
| 737-900       | 52    | 52    | —    | —    | —    | —    | —    | —    | —    | —    | —    | —    | —    | —    | —    | —    | 6    | 6    | 11   | 8    | 21   | —    | —    | —    | —    |
| 737-900ER     | 505   | 500   | 17   | 34   | 37   | 52   | 73   | 70   | 67   | 44   | 24   | 15   | 28   | 30   | 9    | —    | —    | —    | —    | —    | —    | —    | —    | —    | —    |
| 합계          | 6,938 | 6,875 | 41   | 323  | 455  | 490  | 491  | 482  | 434  | 411  | 365  | 366  | 367  | 284  | 324  | 291  | 208  | 199  | 167  | 213  | 281  | 269  | 253  | 158  | 3    |
| 상업용 제트기 | 합계  | 합계  | 2019 | 2018 | 2017 | 2016 | 2015 | 2014 | 2013 | 2012 | 2011 | 2010 | 2009 | 2008 | 2007 | 2006 | 2005 | 2004 | 2003 | 2002 | 2001 | 2000 | 1999 | 1998 | 1997 |
| BBJ 737-700   | 124   | 120   | —    | 1    | —    | —    | 3    | 1    | 5    | 2    | 7    | 4    | 4    | 4    | 6    | 9    | 3    | 3    | 3    | 8    | 13   | 11   | 25   | 8    | —    |
| BBJ 737-800   | 23    | 21    | —    | —    | —    | —    | —    | 2    | 1    | 2    | —    | 2    | —    | 1    | —    | 2    | 1    | —    | 3    | 2    | 5    | —    | —    | —    | —    |
| BBJ 737-900   | 7     | 7     | —    | —    | —    | —    | 1    | —    | —    | —    | —    | 4    | 1    | 1    | —    | —    | —    | —    | —    | —    | —    | —    | —    | —    | —    |
| Total         | 154   | 148   | —    | 1    | —    | —    | 4    | 3    | 6    | 4    | 7    | 10   | 5    | 6    | 6    | 11   | 4    | 3    | 6    | 10   | 18   | 11   | 25   | 8    | —    |
| 총계          | 7,092 | 7,023 | 41   | 324  | 455  | 490  | 495  | 485  | 440  | 415  | 372  | 376  | 372  | 290  | 330  | 302  | 212  | 202  | 173  | 223  | 299  | 280  | 278  | 166  | 3    |

## 사건 및 사고
에비에이션 세이프티 네트워크에 따르면 보잉 737 차세대 시리즈는 선체 손실 사고 15 건과 납치 10 건에 총 590 건의 사망자가 발생했다. 이 항공기와 관련된 최악의 사고는 2024년 추락한 제주항공 2216편활주로 이탈 사고이다. 승객 전원이 사망하고 승무원 2명이 살아남았다.1959-2013년 기간의 상업용 제트기 사고에 대한 보잉의 분석에 따르면 차세대 시리즈는 고전적인 시리즈의 경우 0.54, 원래 시리즈의 경우 1.75의 선체 손실률이 0.27 / 100만 출발의 선체 손실률을 보였다.
2022년 3월 21일 중국동방항공의 737-800 기종이 고도 8,000M에서 갑자기 급강하하여 산에 추락한 사고가 발생하였다. 사고 원인은 불명이다.
2024년 12월 29일, 방콕을 출발하여 무안국제공항으로 향하던 제주항공 7C2216편(737-800)이 무안국제공항 착륙을 앞두고 동체착륙 후 활주로 이탈 사고가 발생해서 179명이 사망하고 승무원 2명이 생존했다.
2024년 12월 30일, 서울을 출발하여 제주로 향하던 제주항공 7C101편 737-800 기종이 랜딩 기어에 이상을 발견하여 김포국제공항으로 긴급 회항했다. 7C101편은 김포에서 대체 여객기로 다시 출항했으나, 전날에 발생한 제주항공 2216편 활주로 이탈 사고의 여파로 승객 21명은 대체기의 탑승을 거부했다.

## 제원
| 모델               | 737-600 | 737-700 | 737-800 | 737-900ER |
| ------------------ | --- | --- | --- | --- |
| 조종사             | 2명 | 2명 | 2명 | 2명 |
| 2-클래스 구성      | 108석 (8F@36" 100Y@32") | 128석 (8F@36" 120Y@32") | 160석 (12F@36" 148Y@32") | 177석 (12F@36" 165Y@32") |
| 1-클래스 구성      | 123석 @32" - 130 @ 30" | 140석 @32" - 148 @ 30" | 175석 @32" - 184 @ 30" | 177석 @32" - 215 @ 28" |
| 최대 좌석수        | 149 | 149 | 189 | 220 |
| 길이:34–41         | 102 ft 6 in / 31.24 m | 110 ft 4 in / 33.63 m | 129 ft 6 in / 39.47 m | 138 ft 2 in / 42.11 m |
| 높이:34–41         | 41 ft 3 in / 12.57 m | 41 ft 3 in / 12.57 m | 41 ft 2 in / 12.55 m | 41 ft 2 in / 12.55 m |
| 날개               | 날개너비: 112 ft 7 in / 34.32 m, 윙렛 장착시: 117 ft 5in / 35.79m;:34–41 날개면적: 124.60 m2 (1,341.2 ft2); 후퇴각: 25°; AR: 9.44 | 날개너비: 112 ft 7 in / 34.32 m, 윙렛 장착시: 117 ft 5in / 35.79m;:34–41 날개면적: 124.60 m2 (1,341.2 ft2); 후퇴각: 25°; AR: 9.44 | 날개너비: 112 ft 7 in / 34.32 m, 윙렛 장착시: 117 ft 5in / 35.79m;:34–41 날개면적: 124.60 m2 (1,341.2 ft2); 후퇴각: 25°; AR: 9.44 | 날개너비: 112 ft 7 in / 34.32 m, 윙렛 장착시: 117 ft 5in / 35.79m;:34–41 날개면적: 124.60 m2 (1,341.2 ft2); 후퇴각: 25°; AR: 9.44 |
| 객실:67            | 너비: 12 ft 4 in (3.76 m); 객실 너비: 11 ft 7 in (3.53 m); 객실 높이: 86.6 in (2.20 m)                                            | 너비: 12 ft 4 in (3.76 m); 객실 너비: 11 ft 7 in (3.53 m); 객실 높이: 86.6 in (2.20 m)                                            | 너비: 12 ft 4 in (3.76 m); 객실 너비: 11 ft 7 in (3.53 m); 객실 높이: 86.6 in (2.20 m)                                            | 너비: 12 ft 4 in (3.76 m); 객실 너비: 11 ft 7 in (3.53 m); 객실 높이: 86.6 in (2.20 m)                                            |
| 기체중량:21–24     | 80,200 lb / 36,378 kg | 83,000 lb / 37,648 kg | 91,300 lb / 41,413 kg | 98,495 lb / 44,677 kg |
| 최대적재중량:21–24 | 121,500 lb / 55,111 kg | 129,200 lb / 58,604 kg | 146,300 lb / 66,361 kg | 157,300 lb / 71,350 kg |
| 최대이륙중량:21–24 | 144,500 lb / 65,544 kg | 154,500 lb / 70,080 kg | 174,200 lb / 79,016 kg | 187,700 lb / 85,139 kg |
| 연료용량:21–24     | 6,875 US gal / 26,022 L | 6,875 US gal / 26,022 L | 6,875 US gal / 26,022 L | 7,837 US gal / 29,666 L |
| 화물칸 부피:21–24  | 720 ft³ / 20.4 m³ | 966 ft³ / 27.4 m³ | 1,555 ft³ / 44.1 m³ | 1,826 ft³ / 51.7 m³ |
| 활주거리 (MTOW시)  | 1,878 m (6,161 ft) | 2,042 m (6,699 ft) | 2,316 m (7,598 ft) | 3,000 m (9,800 ft):159 |
| 최대 비행고도      | 41,000 피트 (12,497 m) Ceiling, Mach 0.82 (470 kn; 871 km/h) MMo                                                                  | 41,000 피트 (12,497 m) Ceiling, Mach 0.82 (470 kn; 871 km/h) MMo                                                                  | 41,000 피트 (12,497 m) Ceiling, Mach 0.82 (470 kn; 871 km/h) MMo                                                                  | 41,000 피트 (12,497 m) Ceiling, Mach 0.82 (470 kn; 871 km/h) MMo                                                                  |
| 순항속도           | 마하 0.785 (453 kn; 838 km/h) | 마하 0.781 (450 kn; 834 km/h) | 마하 0.789 (455 kn; 842 km/h) | 마하 0.79 (455 kn; 844 km/h) |
| 항속거리           | 3,235 nmi (5,991 km) | 3,010 nmi (5,570 km) | 2,935 nmi (5,436 km) | 2,950 nmi (5,460 km) |
| 엔진 (× 2)         | CFM56-7B18/20/22:126–133 | CFM56-7B20/22/24/26/27:134–149 | CFM56-7B24/26/27:150–161 | CFM56-7B24/26/27:150–161 |
| 추력 (× 2)         | 20,000–22,000 lbf (89–98 kN) :126–133                                                                                             | 20,000–26,000 lbf (89–116 kN) :134–149                                                                                            | 24,000–27,000 lbf (110–120 kN) :150–153                                                                                           | 24,000–27,000 lbf (110–120 kN) :154–161                                                                                           |
| 순항고도 및 속도   | 5,960 lbf (26.5 kN) (climb) | 5,960 lbf (26.5 kN) (climb) | 5,960 lbf (26.5 kN) (climb) | 5,960 lbf (26.5 kN) (climb) |
| 엔진               | Fan tip diameter: 61 in (155 cm), length: 103.50 in (263 cm)                                                                      | Fan tip diameter: 61 in (155 cm), length: 103.50 in (263 cm)                                                                      | Fan tip diameter: 61 in (155 cm), length: 103.50 in (263 cm)                                                                      | Fan tip diameter: 61 in (155 cm), length: 103.50 in (263 cm)                                                                      |
| 엔진 팬 직경       | 18 in / 46 cm:44 | 18 in / 46 cm:44 | 19 in / 48 cm:45 | 19 in / 48 cm:45 |
| ICAO 호출명칭      | B736 | B737 | B738 | B739 |

1. ↑  two auxiliary tanks
2. ↑  MTOW, sea level, ISA+20 °C
3. ↑  110 passengers
4. ↑  126 passengers
5. ↑  162 passengers
6. ↑  178 passengers
7. ↑  35,000 ft – Mach 0.8 – ISA

## 같이 보기
- 에어버스와 보잉 간의 경쟁

관련 개발
- 보잉 737
- 보잉 737 AEW&C
- 보잉 737 클래식
- 보잉 737 MAX
- 보잉 비즈니스 제트
- 보잉 C-40 클리퍼
- P-8 포세이돈
- 보잉 T-43

동등한 역할, 구성 및 시대의 항공기
- 에어버스 A320 패밀리
- 보잉 717
- 보잉 757
- 에어버스 A220 / 봄바디어 C 시리즈
- 코맥 C919
- 엠브라에르 E-Jets
- 이르쿠트 MC-21
- 맥도널 더글러스 MD-90
- 투폴레프 Tu-204
- 미쓰비시 MRJ
- 가와사키 YPX
- 수호이 슈퍼제트 100

관련 목록
- 항공기 목록

### 내용주
1. ↑  “737NG: The Next Generation for Japan and the world”. Boeingblogs.com. 2005년 2월 4일. 2013년 7월 26일에 확인함.
2. 1 2 3 4 5 6 7  "737 Model Orders and Deliveries data" 보관됨 2018-11-21 - 웨이백 머신. Boeing, April 2019. Retrieved May 14, 2019.
3. 1 2  Derber, Alex (2018년 6월 14일). “Inside MRO: Boeing 737-800 Not Expected To Peak Until 2021”. Aviation Week & Space Technology.
4. ↑  “Leahy reflects on 33 years at Airbus”. 《Leeham》. 2017년 11월 28일.
5. ↑  Endres 2001
6. 1 2 3 4  Shaw 1999
7. ↑  Endres 2001, p. 133.
8. ↑  “Boeing Sky Interior offered for 737NG retrofits - Runway Girl”. 2013년 12월 30일.
9. ↑  Shaw 1999, pp. 14–15.
10. ↑  "Boeing to Increase 737 Production Rate to 52 per Month in 2018". Boeing, October 2, 2014. Retrieved November 10, 2014.
11. ↑  "737 derailment probe 'suggests' track alignment issue". Flightglobal.com, November 5, 2014.
12. ↑  "737 derailment probe 'suggests' track alignment issue". Flightglobal.com, November 5, 2014.
13. ↑  “1th 737 MAX on the assembly line as Boeing gears up for delivery next year”. Leeham News. 2016년 10월 11일.
14. ↑  Wilhelm, Steve. "Mindful of rivals, Boeing keeps tinkering with its 737". Puget Sound Business Journal, August 11, 2008. Retrieved September 11, 2013.
15. ↑  "Boeing Next-Generation 737 Carbon Brakes Earn FAA Certification". Boeing Press Release, August 4, 2008. Retrieved August 30, 2009.
16. ↑  Sylvester, Ron (2005년 5월 28일). “Boeing lawsuit alleges "bogus" parts”. 《The Seattle Times》. 2019년 5월 8일에 원본 문서에서 보존된 문서. 2019년 5월 8일에 확인함.
17. ↑  “Report alleges faulty parts in jets”. United Press International. 2006년 8월 21일. 2019년 4월 3일에 원본 문서에서 보존된 문서. 2006년 8월 22일에 확인함.
18. ↑  “Appeals court sides with Boeing in whistleblower lawsuit”. 《The Washington Times》. Associated Press. 2016년 6월 13일. 2019년 5월 8일에 원본 문서에서 보존된 문서. 2019년 5월 8일에 확인함.
19. ↑  “On a wing and a prayer”. 《Al Jazeera》. 2010년 12월 15일. 2019년 3월 30일에 원본 문서에서 보존된 문서. 2019년 5월 8일에 확인함.
20. ↑  "Boeing firms up 737 replacement studies by appointing team". Flight International, March 3, 2006. Retrieved April 13, 2008.
21. ↑  Hamilton, Scott. "737 decision may slip to 2011: Credit Suisse". flightglobal, 2010. Retrieved June 26, 2010.
22. ↑  "Boeing and American Airlines Agree on Order for up to 300 Airplanes". Boeing, July 20, 2011. Retrieved November 1, 2011.
23. ↑  Ostrower, Jon. "Boeing close to re-engined 737 fan size decision". Air Transport Intelligence news via FlightGlobal.com, August 18, 2011. Retrieved August 20, 2011.
24. ↑  Boeing 737 MAX. NewAirplane.com
25. ↑  "Boeing Launches 737 New Engine Family with Commitments for 496 Airplanes from Five Airlines". Boeing August 30, 2011.
26. ↑  "Boeing officially launches re-engined 737". flightglobal.com, August 30, 2011.
27. ↑  Andrew Doyle, Max Kingsley-Jones, Paul Lewis, Guy Norris (1999년 5월 12일). “Putting the family to work”. 《Flight International》.
28. ↑  “Jet Prices”. Boeing. 2012년 8월 2일에 원본 문서에서 보존된 문서. 2019년 5월 30일에 확인함.
29. ↑  “Next-Generation 737 Production Winglets”. Boeing. 2008년 4월 28일에 원본 문서에서 보존된 문서. 2019년 5월 30일에 확인함.
30. ↑   (보도 자료). |제목=이(가) 없거나 비었음 (도움말)
31. ↑  “Southwest Appetite for B737-700 Wanes Potentially Affecting Values”. 《Aircraft Value News》. 2018년 6월 11일.
32. ↑  "U.S. Naval Reserve Gets First Look at Newest Class of Aircraft". DefenseLink (U.S. Department of Defense). Retrieved January 21, 2008.
33. ↑  “737-700ER Technical Characteristics”. Boeing. 2013년 2월 16일에 원본 문서에서 보존된 문서. 2019년 5월 30일에 확인함.
34. ↑   (보도 자료). |제목=이(가) 없거나 비었음 (도움말)
35. ↑  James. "Aerospace Notebook: MD-80 era winding down as fuel costs rise". Seattlepi.com, June 24, 2008. Retrieved August 30, 2009.
36. ↑  Wilhelm, Steve. "Mindful of rivals, Boeing keeps tinkering with its 737". Orlando Business Journal, August 11, 2008 Retrieved August 30, 2009.
37. ↑  "Commercial airlines industry mixed on imminent emission regulations". CNN,June 4, 2015.
38. ↑  “End of Line B737-800 Values Show Fatigue”. 《Aircraft Value News》. 2018년 9월 17일.
39. ↑  “Two Early Build B737-900ERs Sold Between Lessors”. Aircraft Value News. 2018년 10월 29일.
40. ↑  “Latest Register and Monthly Changes”. 《www.iaa.ie》. Irish Aviation Authority. 2018년 1월 2일. 2018년 1월 8일에 확인함.
41. ↑  “Boeing launches 737-800BCF programme”. 《Flightglobal》. 2016년 2월 24일.
42. ↑  “Boeing delivers first 737-800BCF to West Atlantic”. 《Flightglobal》. 2018년 4월 20일.
43. ↑   (보도 자료). |제목=이(가) 없거나 비었음 (도움말)
44. ↑  “737-800BCF Boeing Converted Freighter” (PDF). Boeing. 2016.
45. ↑  “FAA Type Certificate Data Sheet” (PDF). 2016년 12월 25일에 원본 문서 (PDF)에서 보존된 문서. 2019년 5월 30일에 확인함.
46. ↑  "P-8A Multi-mission Maritime Aircraft (MMA) fact file" 보관됨 2007-07-11 - 웨이백 머신. US Navy, February 17, 2009.
47. ↑  "FARNBOROUGH 2008: Boeing 737 embarks on its Poseidon adventure". Flight International, July 15, 2008.
48. ↑  Endres 2001
49. 1 2  "The Boeing 737-700/800 BBJ/BBJ2". airliners.net, February 3, 2008. Retrieved August 30, 2009.
50. ↑  “Boeing: Boeing Business Jets”. 《www.boeing.com》.
51. ↑  “World Airline Census 2018”. 《Flightglobal.com》 (영국 영어). 2018년 8월 21일에 확인함.
52. ↑  “Statistical Summary of Commercial Jet Airplane Accidents – Accident Rates by Airplane Type” (PDF). 《www.boeing.com》. Boeing. August 2014. 19쪽.
53. ↑  “참사 하루만 제주항공 동일기종서 랜딩기어 이상…21명 탑승 포기(종합2보)”. 《연합뉴스》. 2024년 12월 30일.
54. ↑  “Boeing 737 Airplane Characteristics for Airport Planning” (PDF). Boeing Commercial Airplanes. September 2013.
55. 1 2  “Type Certificate Data Sheet” (PDF). FAA. 2016년 6월 3일. 2016년 11월 13일에 원본 문서 (PDF)에서 보존된 문서. 2019년 5월 30일에 확인함.
56. 1 2  “Civil jet aircraft design”. Elsevier. 2001. Aircraft Data File - Boeing Aircraft.
57. 1 2  “Next-Generation 737 Family Backgrounder” (PDF). Boeing. February 2015.
58. ↑  “Boeing revises "obsolete" performance assumptions”. 《Flight Global》. 2015년 8월 3일.
59. 1 2  “CFM56-7B” (PDF). Safran/Snecma. March 2011.
60. ↑  “DOC 8643 – Aircraft Type Designators”. ICAO.

### 서지
- Endres, Günter. The Illustrated Directory of Modern Commercial Aircraft. St. Paul, Minnesota: MBI Publishing Company, 2001. ISBN 0-7603-1125-0.
- Norris, Guy and Mark Wagner. Modern Boeing Jetliners. Minneapolis, Minnesota: Zenith Imprint, 1999. ISBN 9780760307175.
- Shaw, Robbie. Boeing 737-300 to 800. St. Paul, Minnesota: MBI Publishing Company, 1999. ISBN 0-7603-0699-0.